# Ekateríni Papanátsiou
Ekateríni Papanátsiou (en grec Αικατερίνη Παπανάτσιου), née le 7 mars 1960 à Almyros en Grèce, est une femme politique grecque.

## Biographie
Aux élections législatives grecques de janvier 2015, elle est élue députée au Parlement grec sur la liste de la SYRIZA dans la circonscription de la Magnésie.